# Kapatowo
Kapatowo (bułg. Капатово) – wieś w Bułgarii, w obwodzie Błagojewgrad, w gminie Petricz. Według danych szacunkowych Ujednoliconego Systemu Ewidencji Ludności oraz Usług Administracyjnych dla Ludności, 15 czerwca 2020 roku miejscowość liczyła 172 mieszkańców.

## Osoby związane z miejscowością

### Urodzeni
- Krystjo Chadżiiwanow (1929–2052) – bułgarski poeta